# Бранко Миркович
Бранко Миркович е сръбски баскетболист, бивш играч на БК Рилски спортист и Лукойл Академик. Притежава българско гражданство.

## Кариера
Започва кариерата си в Смедерево, после преминава и през македонския Пелистер. През 2007 преминава в Рилски Спортист. Там Бранко става един от най-постоянните играчи на отбора в продължение на 2 сезона. Средната му резултатност е 12.7 точки на мач. През 2009 подписва за 1 година с Лукойл Академик. С Лукойл Миркович става шампион на страната, но стартира като титуляр само в 9 мача през сезона. Резултатността му спада до 8 точки на мач. След като договора му изтича, Миркович преминава в босненския Игокеа. През 2011 се завръща в Рилски Спортист. През сезоните 2011/12 и 2012/13 участва в Мача на звездите на НБЛ. Помага на Рилецо да достигнат 3 място в шампионата през 2013. Бранко Миркович е плеймейкър на българския национален отбор.